# Hyposoter didymator
Hyposoter didymator là một loài tò vò trong họ Ichneumonidae.